# Вагвозеро
Ва́гвозеро (карел. Vahjärvi) — деревня в составе Коткозерского сельского поселения Олонецкого национального района Республики Карелия.

## Общие сведения
Расположена на восточном берегу озера Вагозеро.

## История

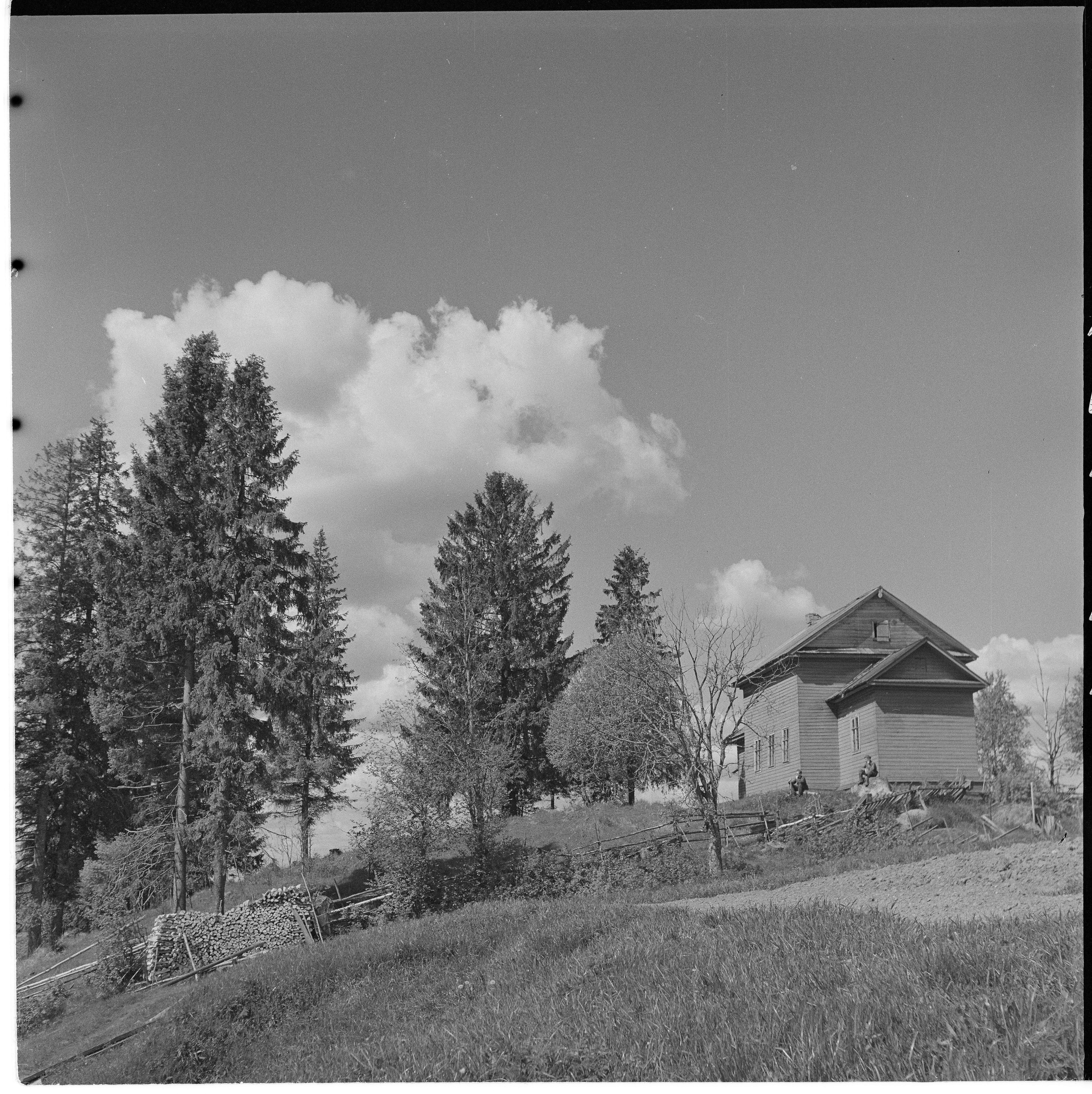
Кладбищенская церковь в 1943 году

20 августа 1937 года постановлением Карельского ЦИК в деревне была закрыта церковь.

## Население
Численность населения в 1905 году составляла 186 человек.
| 2002 | 2009 | 2010 | 2013 |
| ---- | ---- | ---- | ---- |
| 3    | →3   | →3   | ↘2   |